# كبريت (السويس)
كبريت أو كبريت المفارق أو كبريت الجناين هي قرية تتبع حي الجناين، شمال محافظة السويس.
تضم القرية مدرستين، مدرسة ابتدائية ومدرسة تجارية مشتركة، تضم المرحلتين الإعدادية والثانوية التجارية، بجانب معهد أزهري، وليس بها مدارس للمرحلة الثانوية. كذلك تضم وحدة صحية واحدة.
يقع بالقرب من القرية مطار كبريت الحربي وإلى جواره قطع أراضي تطل على البحيرات المرة تملكها بعض الطيارين القدامى. أدى تملك هذه الأراضي وغيرها في الساحل الشمالي إلى اتهام نجلي مبارك واللواء أحمد شفيق بالتربح وتسهيل الاستيلاء على المال العام والإضرار العمدي به في القضية المعروفة باسم أرض الطيارين.
| مخطط المناخ كبريت | مخطط المناخ كبريت | مخطط المناخ كبريت | مخطط المناخ كبريت | مخطط المناخ كبريت | مخطط المناخ كبريت | مخطط المناخ كبريت | مخطط المناخ كبريت | مخطط المناخ كبريت | مخطط المناخ كبريت | مخطط المناخ كبريت | مخطط المناخ كبريت |
| --- | ----------------- | ----------------- | ----------------- | ----------------- | ----------------- | ----------------- | ----------------- | ----------------- | ----------------- | ----------------- | ----------------- |
| 01 | 02                | 03                | 04                | 05                | 06                | 07                | 08                | 09                | 10                | 11                | 12                |
| 8 20 8 | 13 23 10          | 3 27 12           | 1 31 15           | 4 38 19           | 1 42 23           | 1 42 26           | 1 41 26           | 1 38 23           | 1 33 20           | 2 28 16           | 3 22 11           |
| متوسط درجة-الحرارة °س مجاميع الهطل مم |                   |                   |                   |                   |                   |                   |                   |                   |                   |                   |                   |
| بالوحدات الإنكليزية \| 01 \| 02 \| 03 \| 04 \| 05 \| 06 \| 07 \| 08 \| 09 \| 10 \| 11 \| 12 \| \| 0.3 68 46 \| 0.5 73 50 \| 0.1 81 54 \| 0 88 59 \| 0.2 100 66 \| 0 108 73 \| 0 108 79 \| 0 106 79 \| 0 100 73 \| 0 91 68 \| 0.1 82 61 \| 0.1 72 52 \| \| متوسط درجة-الحرارة °ف مجاميع الهطول ″ \| \| \| \| \| \| \| \| \| \| \| \| |                   |                   |                   |                   |                   |                   |                   |                   |                   |                   |                   |
| 01 | 02                | 03                | 04                | 05                | 06                | 07                | 08                | 09                | 10                | 11                | 12                |
| 0.3 68 46 | 0.5 73 50         | 0.1 81 54         | 0 88 59           | 0.2 100 66        | 0 108 73          | 0 108 79          | 0 106 79          | 0 100 73          | 0 91 68           | 0.1 82 61         | 0.1 72 52         |
| متوسط درجة-الحرارة °ف مجاميع الهطول ″ |                   |                   |                   |                   |                   |                   |                   |                   |                   |                   |                   |

| 01                                    | 02        | 03        | 04      | 05         | 06       | 07       | 08       | 09       | 10      | 11        | 12        |
| 0.3 68 46                             | 0.5 73 50 | 0.1 81 54 | 0 88 59 | 0.2 100 66 | 0 108 73 | 0 108 79 | 0 106 79 | 0 100 73 | 0 91 68 | 0.1 82 61 | 0.1 72 52 |
| متوسط درجة-الحرارة °ف مجاميع الهطول ″ |           |           |         |            |          |          |          |          |         |           |           |